# Ноур, Ангел
А́нгел Но́ур (рум. Anghel Nour; ? — ?) — первый городской голова Кишинёва с 1817 по 1821.

## Биография
Ангел Ноур родился в семье молдавских мелкопоместных дворян.
Участвовал в Русско-турецкой войне 1806—1812 годов на стороне Российский империи, дослужился до звания капитана.
В 1817 году состоялись выборы в первую в городскую Думу Кишинёва. На сходках в молдавском, русском, болгарском, греческом и еврейском обществах были избраны по одному представителю. Думой был избран и первый городской голова — «молдавской службы капитан» Ангел Ноур.
Принадлежность градоначальника к дворянству сыграла на пользу Кишинёву и обеспечила поддержку хозяйственных начинаний городской думы со стороны первого предводителя дворянства Бессарабии Дмитрия Рышкану и губернатора Бессарабской области Скарлата Стурдзы.
Активно занимался благоустройством Кишинёва, получившим статус города в 1812 году.
В течение 1818—1819 годов открываются первые развлекательные заведения ― городское казино и ресторан «Зеленый трактир» (Hanul verde), а в центре города строятся первые большие особняки.
В 1825 году городским головой Кишинёва стал Дмитрий Ловчинский.